# تعدد الإمكانيات
تعدد الإمكانيات هو مصطلح تعليمي ونفسي يشير إلى قدرة الشخص، لا سيما الشخص الذي يتمتع بفضول فكري أو فني لتحقيق تميز في مجالين مختلفين أو أكثر. ويمكن أيضًا أن يشير إلى الفرد الذي تمتد اهتماماته عبر عدة مجالات، بدلاً من مجرد أن يكون قويًا في مجال واحد فقط. ويُطلق على هؤلاء الأشخاص اسم «متعددو الإمكانيات». على العكس، فإن هؤلاء الأشخاص الذين تنصب اهتماماتهم في الأغلب على مجال واحد يُسمون «متخصصين».
وفي حين يمكن استخدام المصطلح متعدد الإمكانيات على نحو تبادلي مع مصطلح متعدد جوانب الثقافة أو شخص النهضة، فإن المصطلحين ليسا متطابقين. لا يحتاج المرء أن يكون خبيرًا في أي مجال معين ليكون متعدد الإمكانيات. ومن المصطلحات الأخرى المستخدمة للإشارة إلى الأشخاص متعددي الإمكانيات هي متعددو القدرات أو الموسوعيين  أو متعددو المهارات وغيرها من المصطلحات الأخرى.
في حين أن هناك بعض الخلاف فيما يتعلق بدرجة انتشار هذه الظاهرة، فإنها تُعتبر مشكلة كبيرة لهؤلاء الذين يعانون منها، الأمر الذي يؤدي إلى ازدحام الجدول الزمني وارتفاع مستويات الضغط والارتباك والشلل التحليلي والخيارات المندفعة لدى الأطفال الموهوبين وفيما يتعلق بمشاعر الاغتراب الاجتماعي وفقدان الهدف واللامبالاة والاكتئاب لدى البالغين الأكثر ذكاءً. الملل هو أمر شائع الحدوث لدى الأشخاص متعددي الإمكانيات الذين «أتقنوا» بالفعل أو تعلموا كل شيء يرغبون في معرفته حول موضوع معين قبل مواصلة طريقهم.
ليوناردو دا فينشي قد يكون أفضل مثال تاريخي على الشخص العبقري المعترف به الذي كافح الصعوبات المرتبطة بتعدد الإمكانيات. وفشل في استكمال الكثير من المشروعات التي بدأها ونُقل عنه قوله:
«لقد أهدرت وقتي» و«وأساءت للخالق والبشرية لأن عملي لم يبلغ الجودة المطلوبة.»
ومن بين الشخصيات البارزة متعددة الإمكانيات على مدار التاريخ توماس جيفرسون وبنيامين فرانكلين ورينيه ديكارت 
والسير إسحاق نيوتن وأرسطو.

## وصلات خارجية
- Puttylike, a home for multipotentialites
- Multipotentiality: When High Ability Leads to Too Many Options